# Long Dien (thi tran)
Long Điền is een thị trấn en in het district Long Điền, een van de districten in de Vietnamese provincie Bà Rịa-Vũng Tàu. Long Điền is de hoofdplaats van het district. Long Điền ligt aan de Quốc lộ 55, de nationale weg die Bà Rịa met de stad Bảo Lộc in de provincie Lâm Đồng verbindt.